# Fêtes en Inde

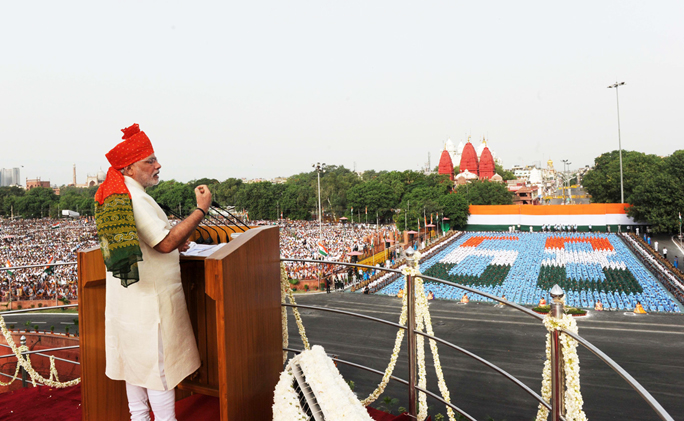
Independence Day en Inde en 2014

Il y a trois fêtes nationales en Inde :
- le jour de l'indépendance - Independence Day, chaque 15 août
- le jour de la république - Republic Day, chaque 26 janvier
- l'anniversaire de Gandhi - Gandhi Jayanti, chaque 2 octobre

Ces célébrations sont obligatoires pour toutes les institutions gouvernementales. 
À côté de celles-ci, il existe de nombreuses fêtes religieuses ou culturelles.

## Fêtes hindoues
Le calendrier hindou est lunaire - ou luni-solaire, les fêtes hindoues ne tombent donc pas à date fixe du calendrier grégorien. Comme l'hindouisme est polythéiste, les fêtes y sont nombreuses. Les plus importantes sont citées ci-dessous.
- Divali
- Ganesh Chaturthi
- Krishna Jayanti ou Janmashtami
- Pongal ou Makara Sankranti
- Ugadi
- Holi
- Rama Navami
- Vijayadashami
- Onam (entre août et septembre)
- Maha Shivaratri
- Thaipusam

## Fêtes musulmanes
Le calendrier musulman est, lui aussi, lunaire, les fêtes sont donc à date variable. De plus, ces dates ne sont pas connues à l'avance et sont fixées par observation de la lune. Les principales sont 'Id al-Fitr, 'Id al-Adha ou fête du sacrifice et le Ramadan.

## Fêtes chrétiennes
La fête de Pâques - fête de la Résurrection de Jésus Christ - est la plus grande fête chrétienne, suivie de Noël qui rappelle sa naissance.

## Les autres religions
- Bouddha Jayanti (Bouddhisme)
- Mahavir Jayanti (Jainisme, célébration de la naissance de Vardhamāna ou Mahāvīra)[1]
- Guru Nanak Jayanti (Sikhisme)

## Fêtes locales
En plus des fêtes officielles ci-dessus, de nombreux événements attachés à des calendriers et personnalités locales sont célébrés, dans divers États. Ce sont rarement des jours fériés ou reconnus par le gouvernement central.
| Date                                  | Fête                                                        | Lieux d'observance |
| ------------------------------------- | ----------------------------------------------------------- | --- |
| 1er janvier                           | Nouvel An                                                   | Dans la plus grande partie de l'Inde |
| 23 janvier                            | Anniversaire du Netaji Subhas Chandra Bose                  | Orissa, Tripura, Bengale occidental. |
| 19 février                            | Anniversaire du Maharaja Shivaji                            | Maharashtra |
| 15 mars                               | Anniversaire de Kanshi Ram                                  | Uttar Pradesh |
| 22 mars                               | Bihar Day                                                   | Bihar |
| 30 mars                               | Rajasthan Day                                               | Rajasthan |
| 1er avril                             | Utkal Dibasa (Orissa day)                                   | Orissa |
| 14 avril                              | Ambedkar Jayanti Anniversaire du Dr. B. R. Ambedkar         | Andhra Pradesh, Bihar, Chandigarh, Gujarat, Haryana, Jammu-et-Cachemire, Karnataka, Kerala, Maharashtra, Orissa, Pondichéry, Tamil Nadu, Uttarakhand, Uttar Pradesh. |
| Premier jour de Chaitra, (mars-avril) | Gudi Padva (Nouvel An marathi)                              | Goa, Maharashtra |
| Premier jour de Chaitra, (mars-avril) | Ugadi (Nouvel An kannada et telugu)                         | Andhra Pradesh, Karnataka, Pondichéry, Tamil Nadu. |
| Second jour de Chaitra, (mars-avril)  | Cheti Chand (Nouvel An sindhi)                              | Gujarat, Uttar Pradesh, Maharashtra, Rajasthan, Delhi, Madhya Pradesh, Chhattisgarh.                                                                                 |
| 15 avril                              | Bihu (Nouvel An assam)                                      | Assam |
| 15 avril                              | Maha Vishuva Sankranti/Pana Sankranti (Nouvel An oriya)     | Orissa |
| 15 avril                              | Poylá Boishakh (Nouvel An bengali )                         | Tripura, Bengale occidental. |
| 15 avril                              | Vishu & Varusha Purapu (Nouvel An malayalam et tamil)       | Kerala, Tamil Nadu |
| 1er mai                               | Labour Day                                                  | Assam, Bihar, Goa, Karnataka, Kerala, Manipur, Pondichéry, Tamil Nadu, Tripura, Bengale occidental, Orissa.                                                          |
| 1er mai                               | Maharashtra Day                                             | Maharashtra |
| 1er mai                               | Gujarat Day                                                 | Gujarat |
| 16 mai                                | Annexation Day                                              | Sikkim |
| 15 juin                               | Maharana Pratap Jayanti                                     | Rajasthan |
| 26 octobre                            | Accession Day                                               | Jammu and Kashmir |
| 1er novembre                          | Andhra Pradesh Foundation Day (Fondation de l'État en 1956) | Andhra Pradesh |
|                                       | Karnataka Rajyotsava (Fondation de l'État en 1956)          | Karnataka |
|                                       | Kerala Piravi (Fondation de l'État en 1956)                 | Kerala |
|                                       | Chhattisgarh Foundation Day (Fondation de l'État en 2000)   | Chhattisgarh |
|                                       | Haryana Foudation Day (Fondation de l'État en 1966)         | Haryana |
| 5 novembre                            | Kanaka Dasa                                                 | Karnataka |

## Autres
- Raksha bandhan ou Rakhi Purnima (Fête du Lien de Soie) entre frère et sœur. La fête est célébrée à la pleine lune du jour de Shravan Poornima du mois de Shravan du calendrier hindou[2],[3],[4].